# قنيات صفراوية بين الفصيصات
القنيات الصفراويَّة بين الفصيصات وتعرف اختصارًا القنيات بين الفصيصات (باللاتينية: ductuli interlobulares) هي قنياتٌ تحمل الصفراء في الكبد بين قنوات هيرينغ والقنيات بين الفصوص. تعد جزءًا من الثالوث البابي بين الفصيصات، ويمكن تحديد موقعها بسهولةِ عبر البحث عن الوريد البابي الأكبر حجمًا. توصف خلايا القنوات بأنها ظهارة مكعبيَّة الخلايا مع كميات متزايدةٍ من النسيج الضام حولها.